# 팔마 지하철

로고

팔마 지하철(카탈루냐어: Metro de Palma, 스페인어: Metro de Palma)은 스페인 발레아레스 제도 팔마데마요르카의 도시 철도 시스템이다.